# Sextine
La sextine est une forme poétique, composée de six sizains, dont les mots en fin de vers restent les mêmes, mais répartis selon un ordre différent : mathématiquement parlant, il s'agit d'une permutation d'ordre 6. Elle se termine par une tornada (demi sizain reprenant les six mots des rimes).
Comme l'a montré Paolo Canettieri, l'ordre de permutation 6-1-5-2-4-3 correspond à la répartition des points sur les dés: la première sextine est l'œuvre du troubadour Arnaut Daniel, qui était en fait un grand joueur de dés.
Forme particulière du canso, elle fut notamment utilisée par Dante et Pétrarque, qui fixèrent son nom, puis Luís de Camões, Ferdinand de Gramont, Ezra Pound, Joan Brossa, Serge Pey (dans son hommage à Jérôme Bosch) et Louis Zukofsky.

Système de la sextine selon Arnaut Daniel.
À gauche, l'ordre des rimes de la première strophe. Au centre, le système de rotation des rimes appliqué à chaque strophe. À droite, l'ordre des rimes des cinq strophes suivantes.

En 1610 (publication en 1614) Claudio Monteverdi mit en musique , sous le nom de La Sestina, une canzone de deuil, se présentant sous la forme d'un cycle de six madrigaux à 5 voix. Le titre complet est : Lagrime d'amante al sepolcro dell'amata (« Larmes de l'amant sur la tombe de l'aimée »). L'auteur des vers est le littérateur Scipione Agnelli. Le cycle compte parmi les grandes œuvres de Monteverdi.
L'Oulipo s'est également emparé de cette contrainte poétique. Raymond Queneau la généralise en inventant la quenine, modifiant le nombre de strophes, Oskar Pastior l'étend aux syllabes et phonèmes avec sa minisestina (mini-sextine), Ian Monk la combine avec les mots nombrés pour les « monquines », et Hervé Le Tellier se base sur elle pour la structure de son livre La Chapelle Sextine.
Il existe des sextines visuelles, comme celle qui ouvre Mai quai Conti, de  Michèle Audin.
Il existe des 2-ines (ou didines), des terines, des quintines.

## Sources
1. 1 2  Oulipo, Atlas de littérature potentielle : Jacques Roubaud, « La Quenine », Folio essais, 2003, p. 243
2. ↑  Paolo Canettieri, Il gioco delle forme nella lirica dei trovatori, Roma, Bagatto libri, 1996.
3. ↑  Jacques Roubaud, La Fleur inverse. L’art des troubadours, Les Belles Lettres, Collection Architecture du verbe, 1994, cité in Ongle et oncle d’Arnaut Daniel (sextine)
4. ↑  « minisextine » sur le site oulipo.net
5. ↑  Ian Monk sur fatrazie.com
6. ↑  Hervé Le Tellier, Esthétique de l'Oulipo, Le Castor Astral, 2006, p. 217.
7. ↑  « Michèle Audin, Mai quai Conti, 2011. »(Archive.org • Wikiwix • Archive.is • Google • Que faire ?)
8. ↑  Par exemple dans les "Opéras-minute" Théâtre Typographique de Frédéric Forte
9. ↑   Dans "Rationnel mon Q" Hermann de Ludmila Duchêne et Agnès Leblanc